# NGC 250
NGC 250은 물고기자리에 위치한 렌즈형 은하이다.